# C-47運輸機

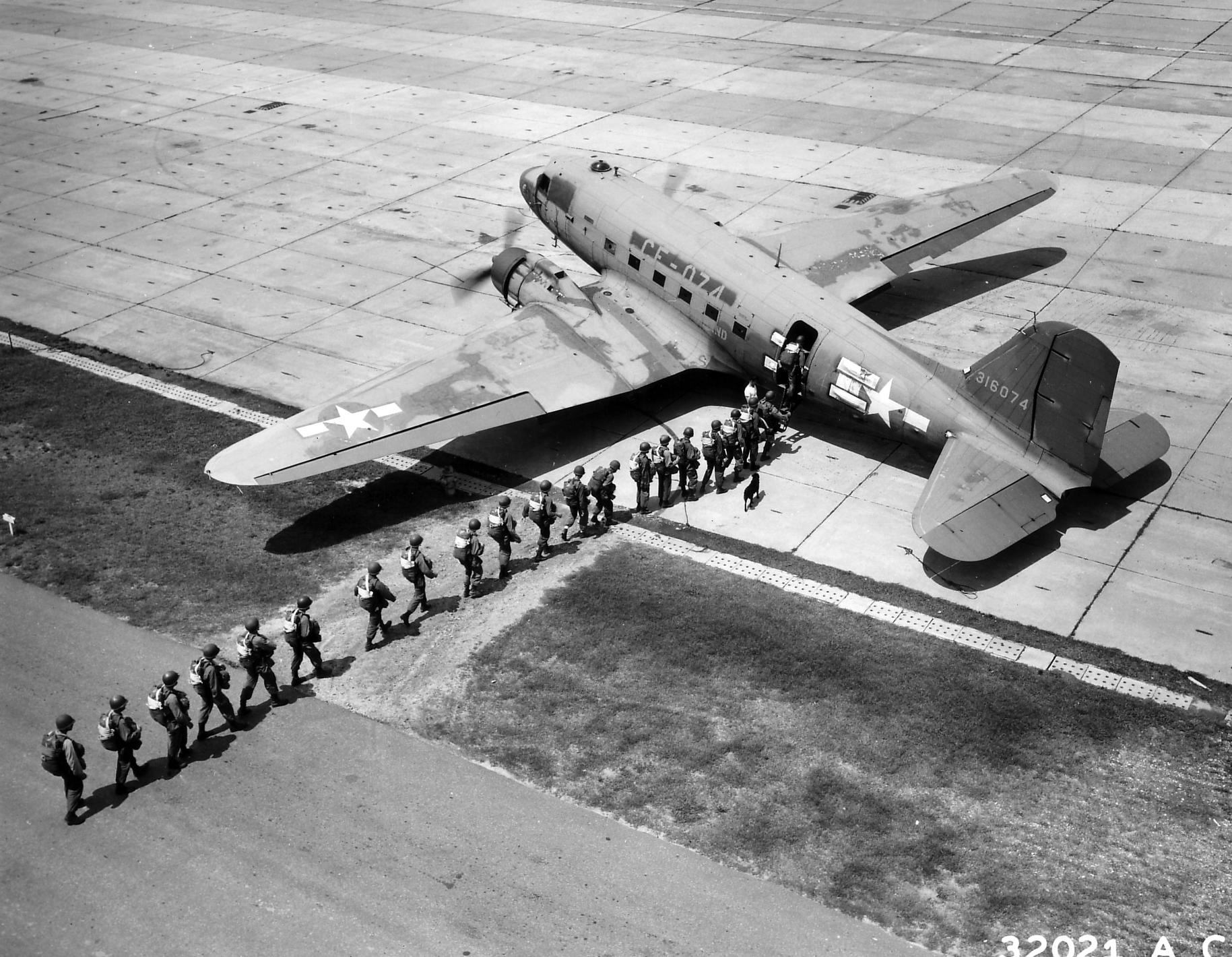
準備運送21名学員前往跳傘訓練的C-47

道格拉斯C-47空中火車（Skytrain，或稱空中列車，英文又名Dakota）是由DC-3民用客機衍生而成的軍用運輸機，為二戰盟軍廣泛採用的機种之一，並一直採用至1950年代，時至今日仍然服役於少數國家。達科塔源於印地安部落達科塔人。

## 設計及生產
二戰時期很多國家以C-47及改裝的DC-3作運輸、空投物資及傘兵等用途，這些型號在長灘、聖塔莫尼卡及奧克拉荷馬市制造，共生產了10,926架，其中10,123架為軍用機型。

## 服役歷史
C-47在二戰時為盟軍提供了高機動性的空中運輸能力，在各場戰役中被廣泛採用，尤其是D日空降諾曼第、市場花園作戰、突出部之役、瓜達爾卡納爾島戰役、太平洋戰爭、新幾內亞戰事及緬甸戰役（R4D，C-47海軍型）中，其他還包括由印度往中國的駝峰航線及戰後柏林封鎖時對西柏林的大規模空投行動，美國亦通過租借法案向抗日戰爭時的國民政府提供了C-47及C-53「空騎兵」（Skytrooper，C-47衍生型）運輸機，同時也大量提供給蘇聯做為運輸機及傘兵機。
在二戰末期，大量的C-53在歐洲戰事中擔任空投傘兵及牽引軍用滑翔機任務。C-47亦是運送美軍士兵回國的主要運輸機。在英国及英聯邦將C-47命名為「達科塔」（Dakota），在歐洲戰事時又稱「信天翁」（Gooney Bird）。
二戰後，美國海軍把早期的R4D改良結構，成為了R4D-8，而在戰後成立的美國空軍戰略空軍司令部（Strategic Air Command）亦在1946年至1947年間採用C-47。直至越戰，美國空軍仍然繼續採用C-47，包括其衍生型AC-47砲艇機及EC-47偵察機。加拿大皇家空軍在1940年代至1950年代亦採用C-47作搜救行動的機種。
世界各地共97個国家曾經裝備C-47系列機種。

### 重構生產
1990年代後期美國Basler Turbo Conversions民間飛機公司根據C-47的基礎重新開始生產一種現代版，名為Basler BT-67，其外型與C-47基本一致但內部座艙電腦化，發動機改為Pratt & Whitney PT6，讓這架老飛機又重新出現在21世紀的天空，並有改裝成AC-47一般的空中砲艇機，目前在菲律賓和哥倫比亞服役用以打擊毒梟。

## 衍生型

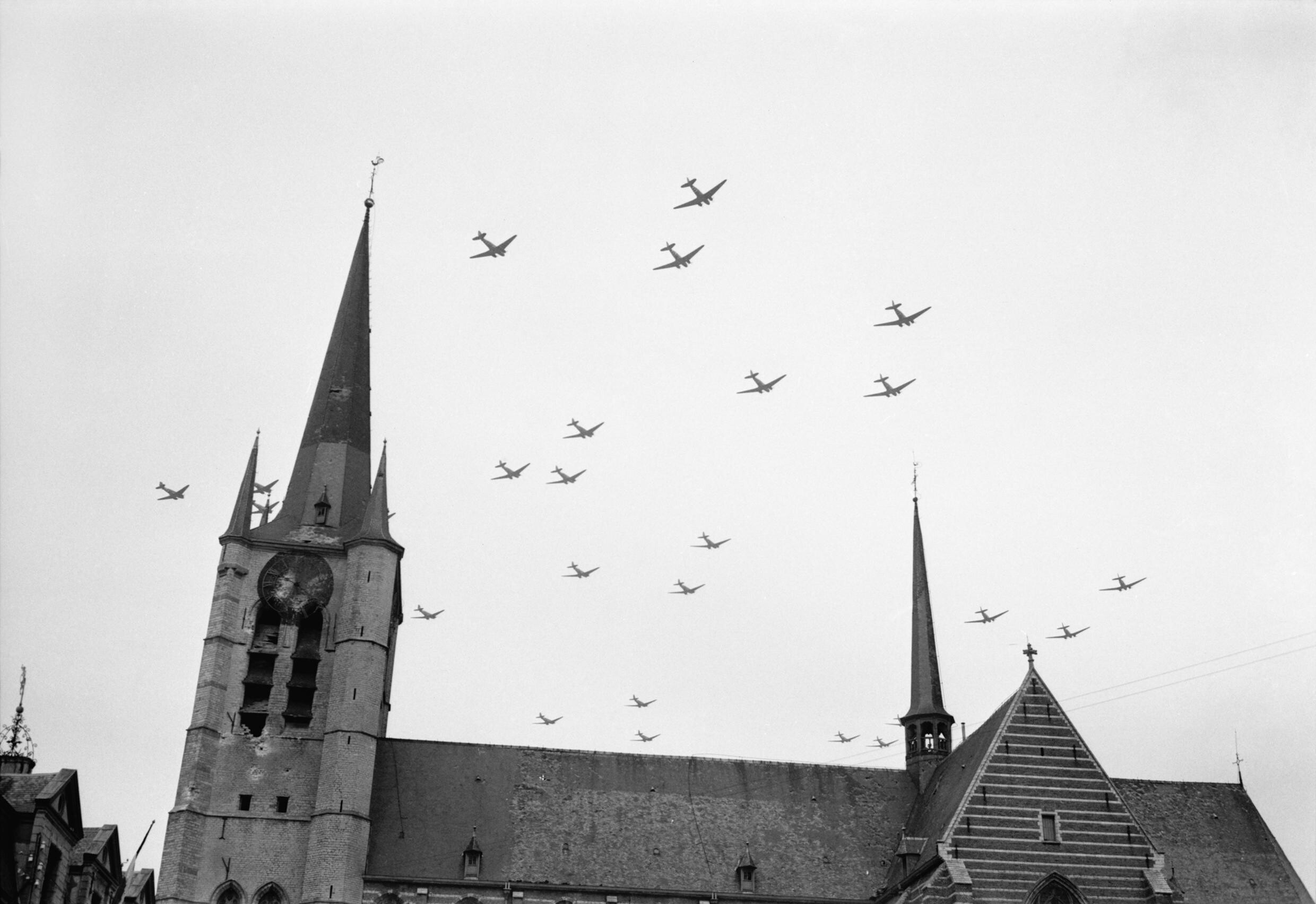
市場花園行動中的美軍C-47，1944年9月17日

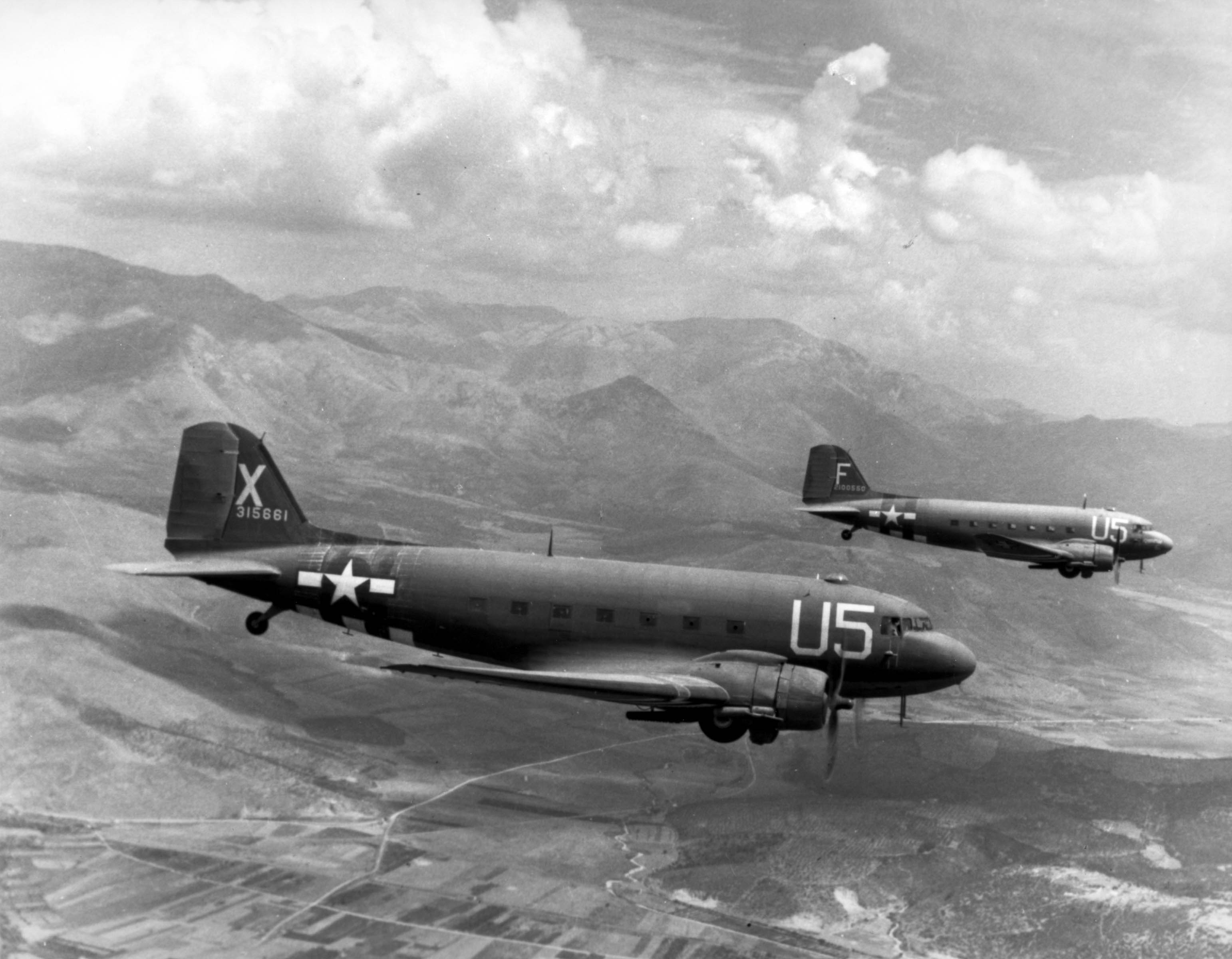
運載着美軍傘兵的C-47，法國南部，1944年8月15日

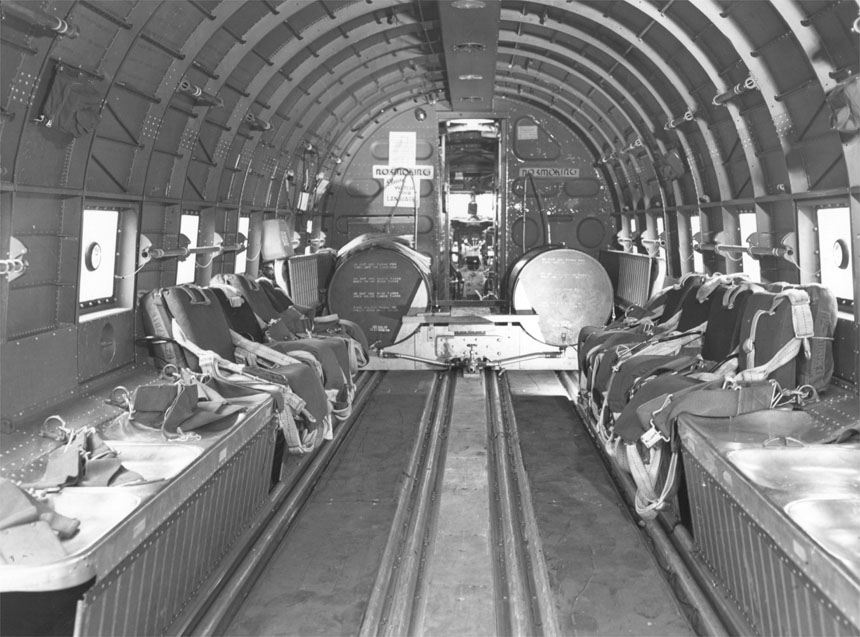
C-47內部

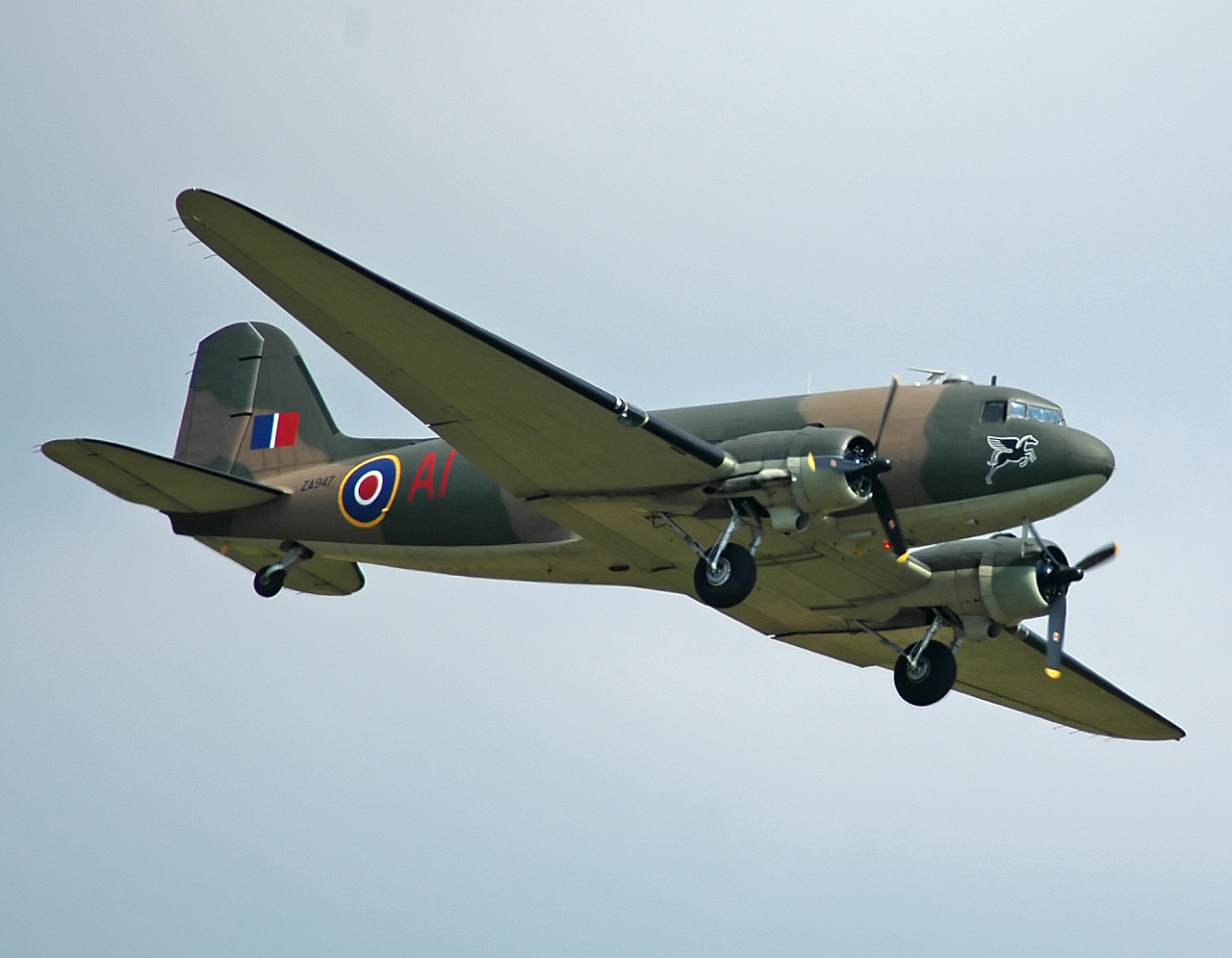
Dakota III（編號ZA947）

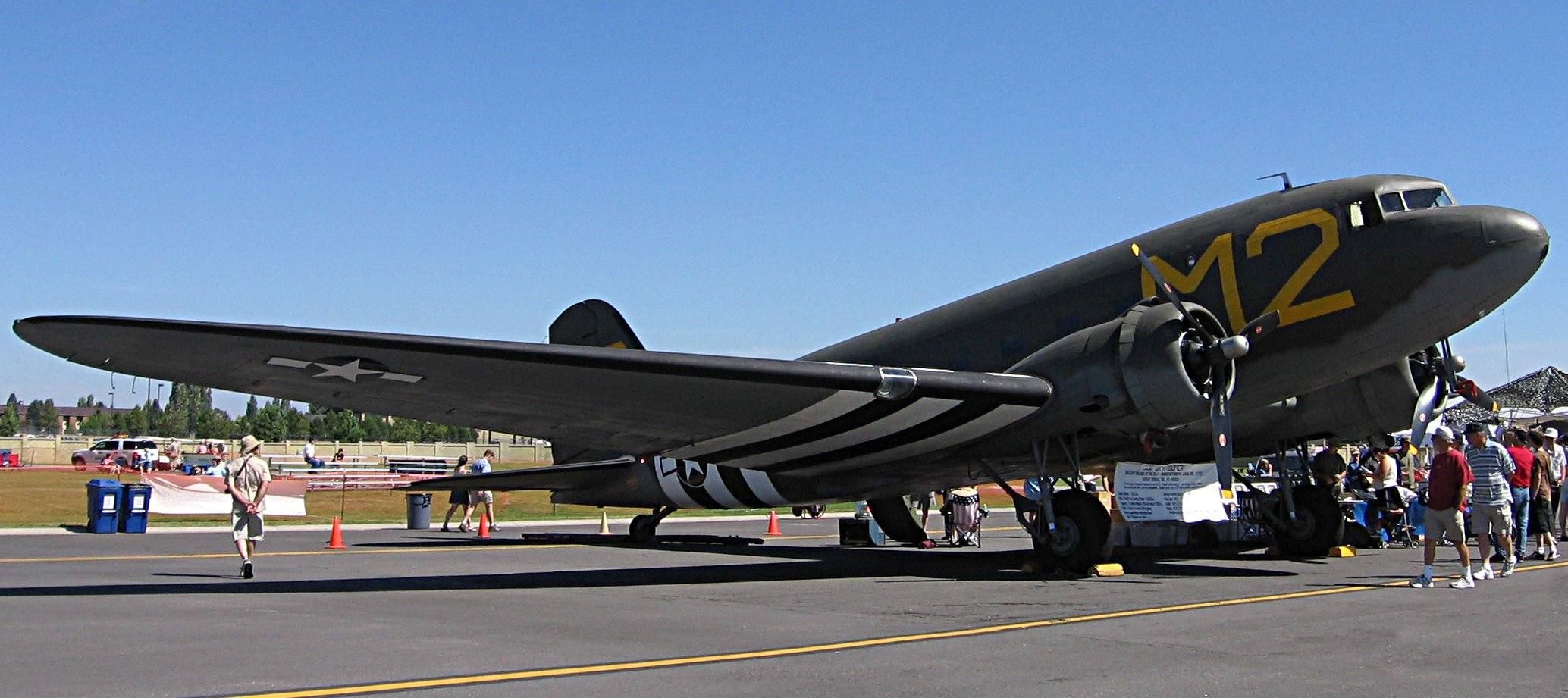
C-53D

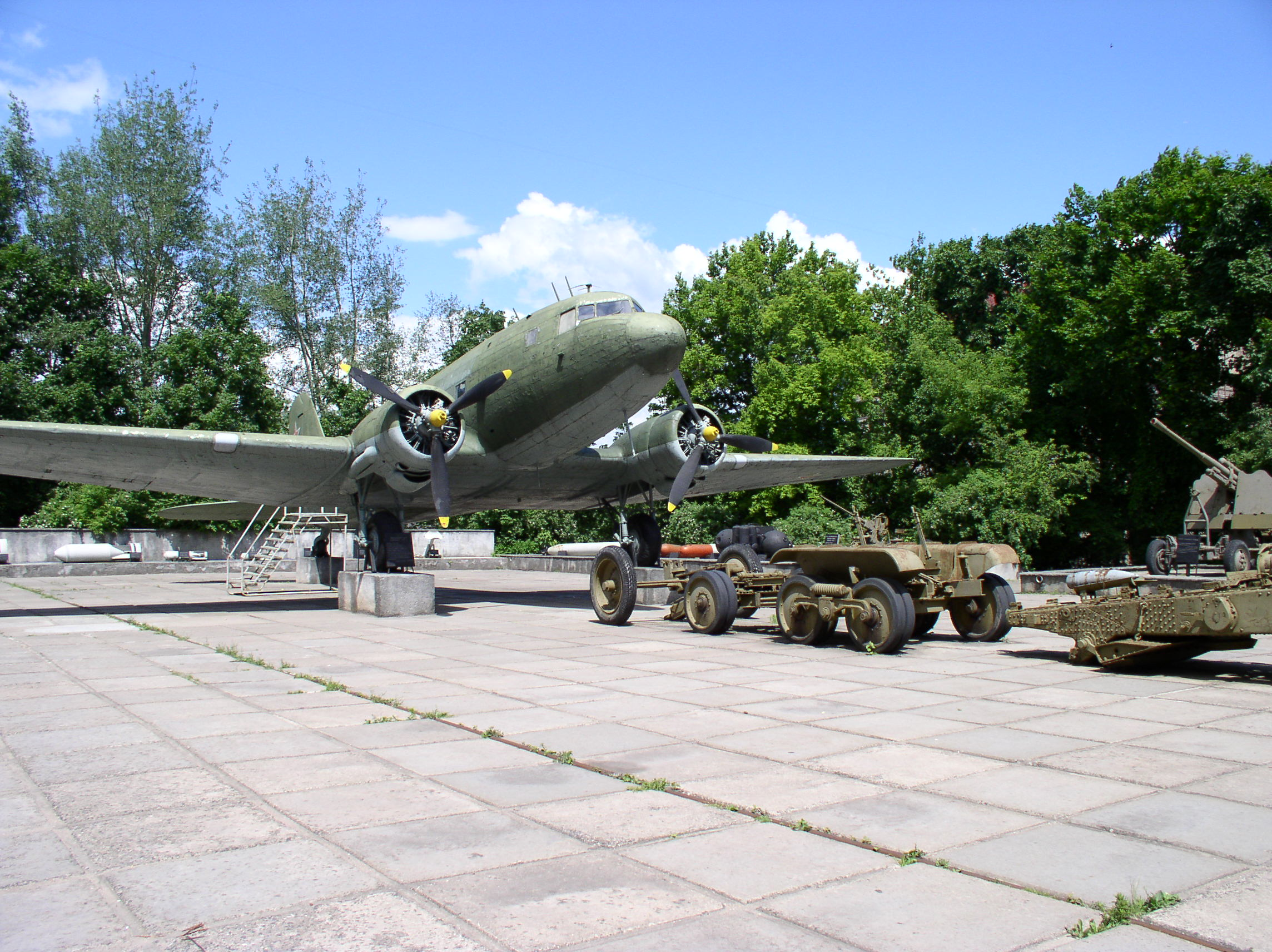
Li-2（蘇聯仿製的C-47）

- C-47A

DC-3的最初軍用版本
- RC-47A

C-47A的高空拍照及電子信號情報偵察型
- SC-47A

C-47A的搜救型，在1962年改名為HC-47A
- VC-47A

C-47A的VIP運送型
- C-47B

裝有R-1830-90引擎，機倉增壓器及額外附加燃料以應付駝峰航線的型號
- VC-47B

C-47B的VIP運送型
- XC-47C

加裝Edo Model 78浮筒的水上飛機試驗版本
- C-47D

二戰後拆除引擎增壓器的C-47B
- AC-47D

機身裝有三挺7.62毫米六管機槍的砲艇機，48枚Mk 24照明彈
- EC-47D

C-47D的早期空中攻擊任務型號，在1962年改名為AC-47D
- RC-47D

C-47D的高空拍照及電子信號情報偵察型
- SC-47D

C-47D的搜救型，在1962年改名為HC-47D
- VC-47D

C-47D的VIP運送型
- C-47E

貨物運送改裝型號，可載27至28人或18至24版貨物
- C-47F

YC-129的重新設計版本，交給美國空軍評估的超級DC-3原型機，後較交美國海軍並改名為XR4D-8
- C-47L/M

C-47H/J的美國海軍專員專用客機及美軍顧問團的改裝版本
- EC-47N/P/Q

C-47A及C-47D的電子信號情報／空降無線電測向器任務改裝版本，N型及P型的無線電頻道不同，Q型改用數位類比無線電系統，亦改良了天線及升級引擎
- C-47R

C-47M改裝以適合在厄瓜多爾高海拔飛行的版本，只有1架
- C-47T

翻新至BT-67的版本
- C-47TP[3]
- C-48 至 C-52

民用DC-3改裝至軍用的版本
- C-48

前聯合航空的DC-3A，只有1架
- C-48A

有18個座位的DC-3A，共有3架
- C-48B

前聯合航空的DST-A，被用作空中救護車，內有個16床位，共有16架
- C-48C

有21個座位的DC-3A，共有16架
- C-49、C-49A、C-49B、C-49C、C-49D、C-49E、C-49F、C-49G、C-49H、C-49J、C-49K

DST及DC-3的改裝型，共有138架服役
- C-50、C-50A、C-50B、C-50C、C-50D

DC-3的改裝型，共有14架
- C-51

由加拿大殖民地航空擁有，裝民航機標凖的側門，只有1架
- C-52、C-52A、C-52B、C-52C、C-52D

裝有R-1830引擎的DC-3A，共有5架
- C-53 Skytrooper

C-47的運兵機版本
- XC-53A Skytrooper

裝有開縫襟翼及翼邊防結冰熱氣系統的版本，只有1架
- C-53B Skytrooper

C-53加裝額外附加燃料及獨立導航裝置的版本，共有8架
- C-53C Skytrooper

裝有大型側門的，共有17架
- C-53D Skytrooper

改用24伏特電子系統的版本的C-53C，共有159架
- C-68

內有21個座位的DC-3As，共有2架
- C-117A Skytrooper

內有24個民用客機式座位的C-47B，共有16架
- VC-117A

C-117的VIP運送型，共有3架
- SC-117A

以C-117C改裝的海空搜救機，只有1架
- C-117B/VC-117B

由C-117A改裝，拆除機艙增壓器，後改良至VC-117B
- C-117D

美國海軍的R4D-8
- LC-117D

美國海軍的R4D-8L
- TC-117D

美國海軍的R4D-8T
- VC-117D

美國海軍的R4D-8Z
- YC-129

交給美國空軍評估的超級DC-3原型機，後較交美國海軍並改名為XR4D-8
- XCG-17

以C-47改裝成40個座位及拆除引擎的滑翔機試驗機，只有1架
- R4D-1 Skytrain

美國海軍的C-47
- R4D-2

由美國東方航空（Eastern Air Lines）交給美國海軍作的VIP運送型，改名為R4D-2F，後再改名為R4D-2Z，共有2架
- R4D-3

交給美國海軍的C-53C，共有20架
- R4D-4

改裝後的DC-3，共有10架
- R4D-4R

DC-3的人員運送型，共有7架
- R4D-4Q

R4D-4的雷達反制版本
- R4D-5

改用24伏特電子系統的版本，在1962年改名為C-47H
- R4D-5L

南極洲飛行版本的R4D-5，在1962年改名為LC-47H
- R4D-5Q

R4D-5的電子反制訓練機版本，在1962年改名為EC-47H
- R4D-5R

R4D-5的私人客機（可載21人）及訓練機版本，在1962年改名為TC-47H
- R4D-5S

R4D-5的反潛機版本，在1962年改名為SC-47H
- R4D-5Z

R4D-5的VIP運送型，在1962年改名為VC-47H
- R4D-6

改用漢米敦標準（Hamilton Standard）螺旋槳的R4D-5，在1962年改名為C-47J，R4D-6L、Q、R、S及Z型與R4D-5系列相同，亦在1962年改名為LC-47J、EC-47J、TC-47J、SC-47J及VC-47J
- R4D-7

R4D-6/C-47J的飛行訓練機版本，在1962年改名為TC-47K
- R4D-8

以R4D-5及R4D-6改裝機翼及重新設計機尾，在1962年改名為C-117D
- R4D-8L

用於南極飛行的R4D-8改裝版本，在1962年改名為LC-117D
- R4D-8T

用R4D-8改裝的人員訓練機，在1962年改名為TC-117D
- R4D-8Z

用R4D-8改裝的人員運輸機，在1962年改名為VC-117D
- Dakota I

皇家空軍的C-47及R4D-1
- Dakota II

皇家空軍的DC-3
- Dakota III

皇家空軍的C-47A
- Dakota IV

皇家空軍的C-47B
- 革新号

中国民航换装苏联制什韦措夫ASh-62发动机的C-47、DC-3

## 使用國

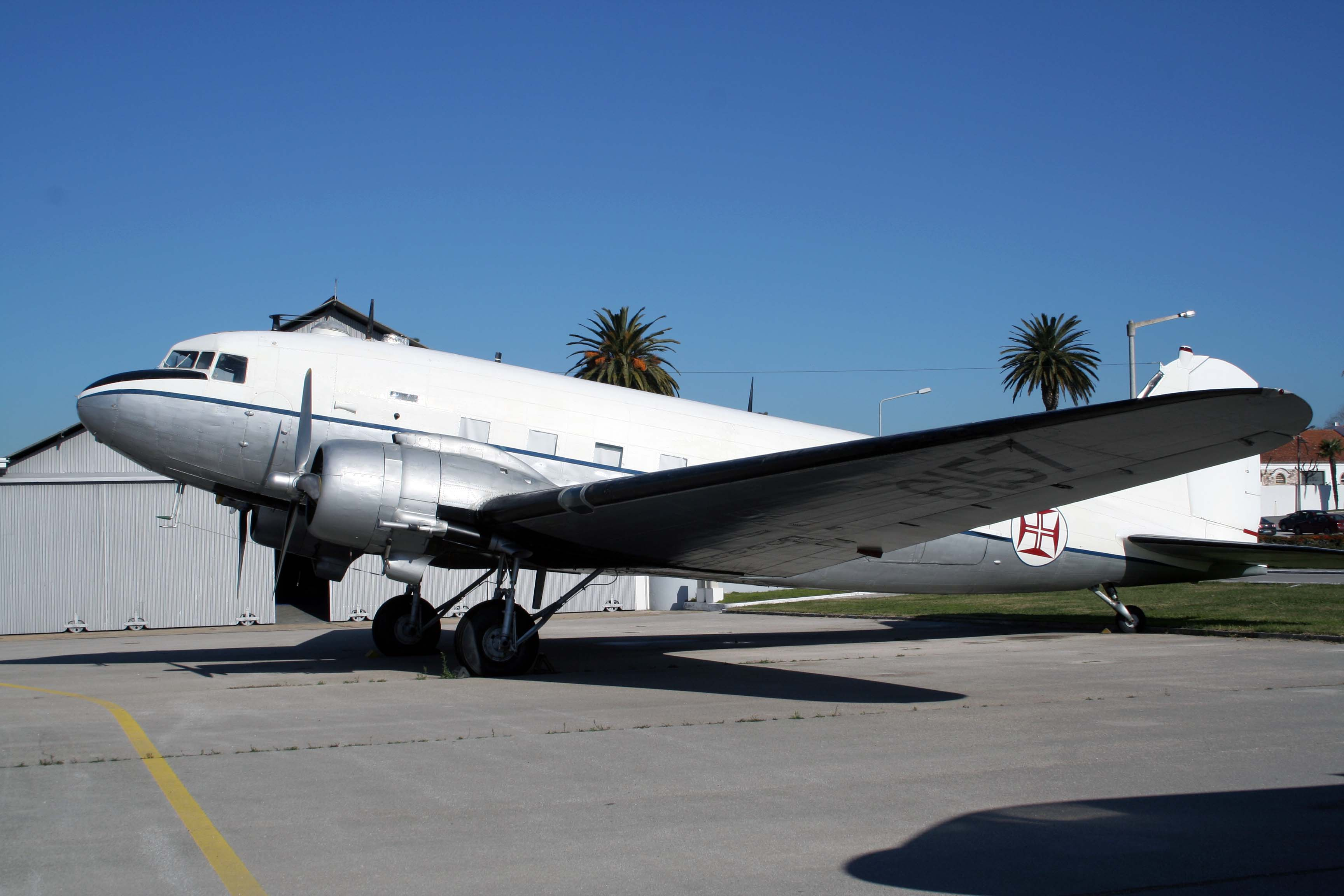
葡萄牙空軍的C-47A

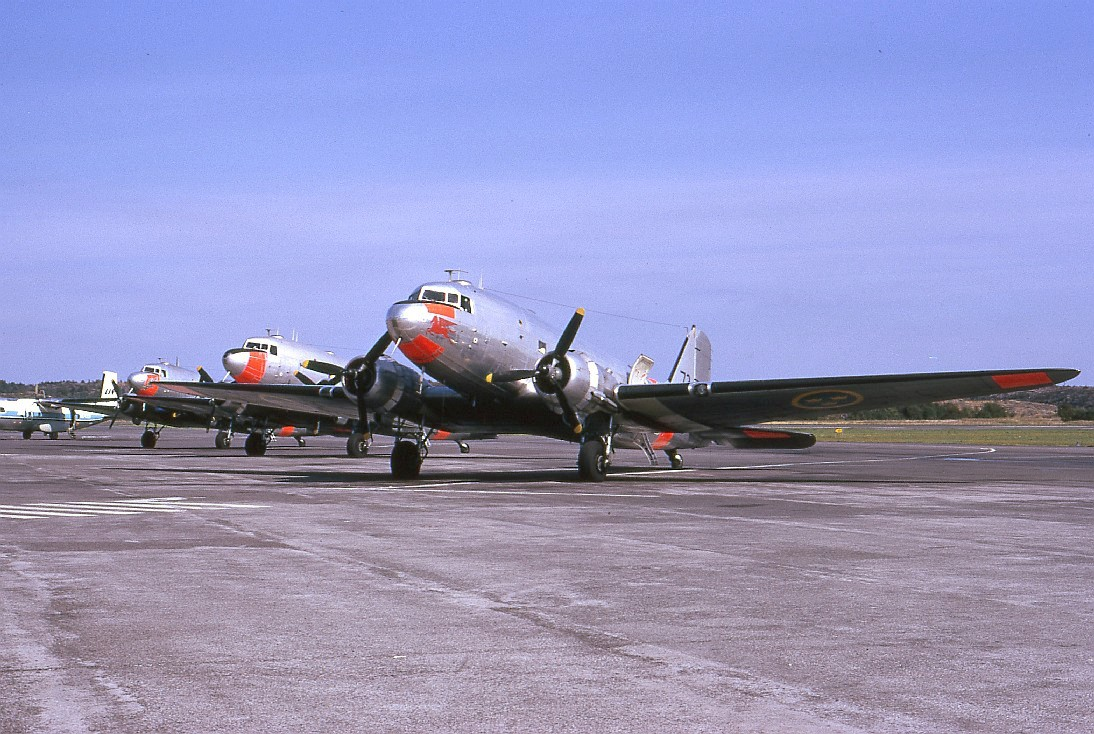
瑞典空軍的Tp 79（C-47A）

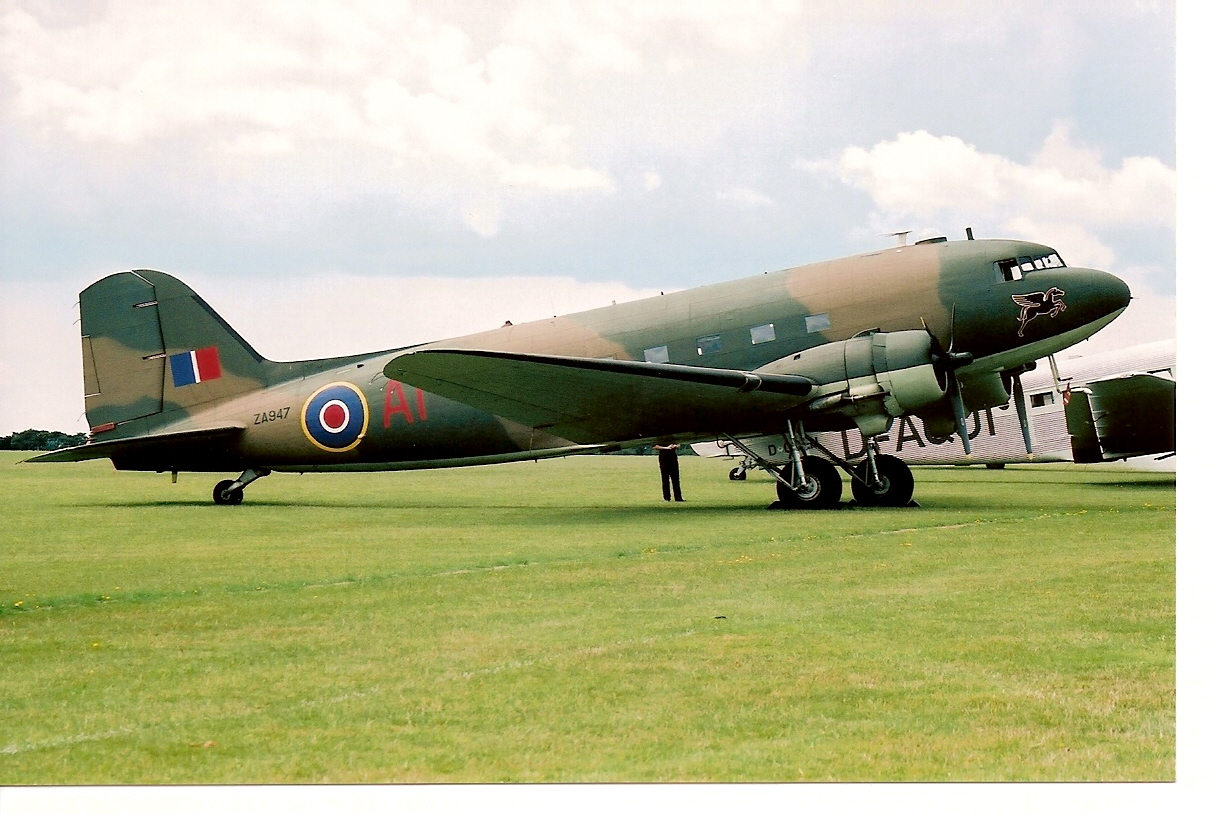
皇家空軍的C-47

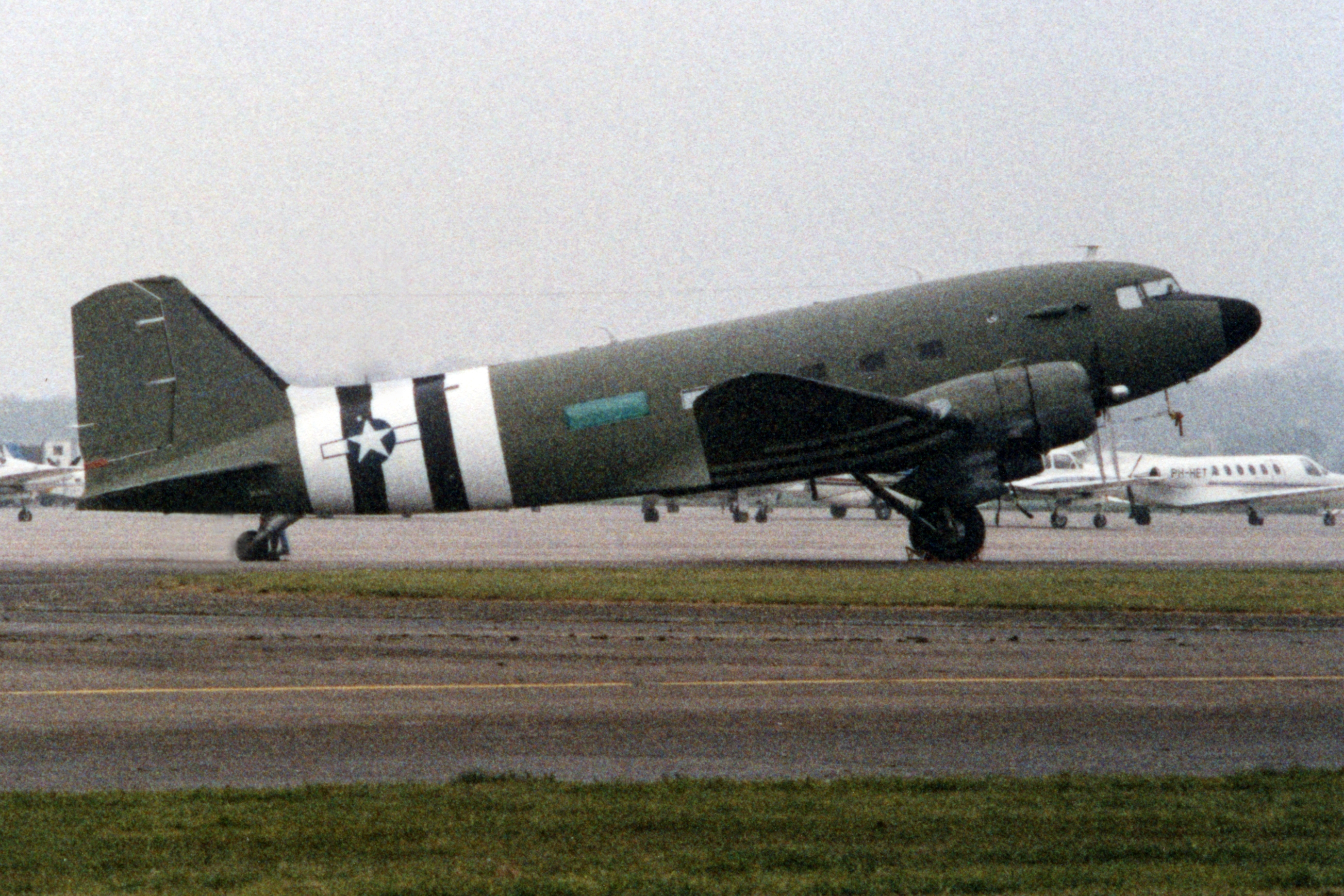
塗上美國陸軍航空軍標誌的C-47

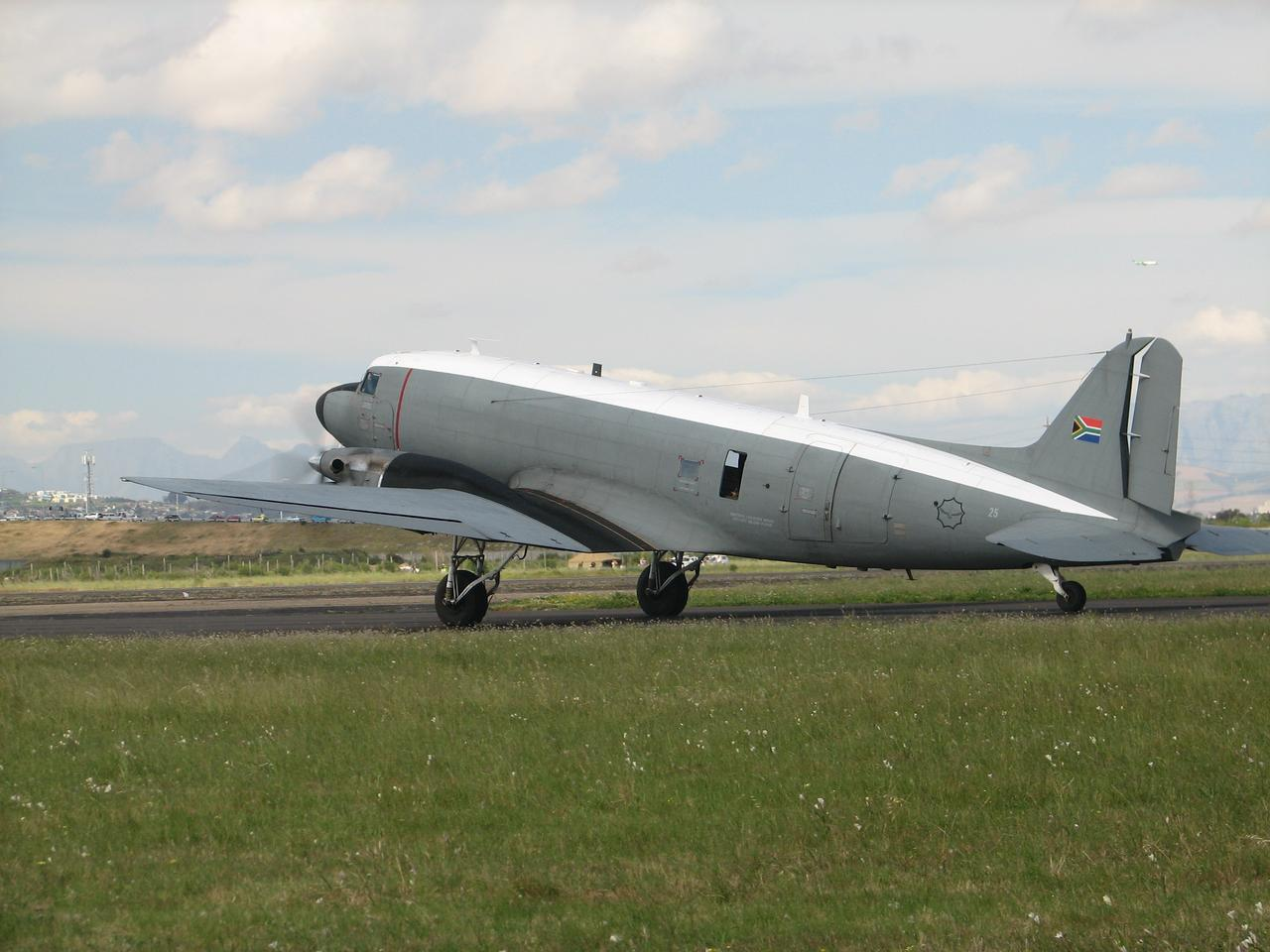
南非Ysterplaat航空展中的C-47

| - 阿根廷 - 比利时 - 玻利维亚 - 巴西 - 保加利亚 - 緬甸 - 柬埔寨 - 加拿大 - 智利 - 中華民國 - 中华人民共和国 - 哥伦比亚 - 刚果共和国 - 刚果民主共和国 - 古巴 - 捷克斯洛伐克 - 丹麦 - 埃及 - 薩爾瓦多 - 衣索比亞 - 芬兰 - 法國 - 加彭 - 東德 - 德国 - 希腊 - 海地 - 匈牙利 - 印度 - 印度尼西亞 - 伊朗 - 以色列 - 義大利 - 日本 - 利比亞 - 马达加斯加 - 马拉维 | - 毛里塔尼亚 - 墨西哥 - 摩納哥 - 摩洛哥 - 荷蘭 - 新西兰 - 尼加拉瓜 - 尼日尔 - 奈及利亞 - 挪威 - 阿曼 - 巴基斯坦 - 巴拉圭 - 秘魯 - 菲律賓 - 波蘭 - 葡萄牙 - 羅德西亞 - 羅馬尼亞 - 卢旺达 - 沙烏地阿拉伯 - 塞内加尔 - 南非 - 苏联 - 斯里蘭卡 - 西班牙 - 瑞典 - 叙利亚 - 泰國 - 多哥 - 土耳其 - 乌干达 - 乌拉圭 - 英国 - 美国 - 委內瑞拉 - 越南 - 南越 - 葉門 - 南斯拉夫 - 尚比亞 - 苏联 |

## 規格（C-47B）

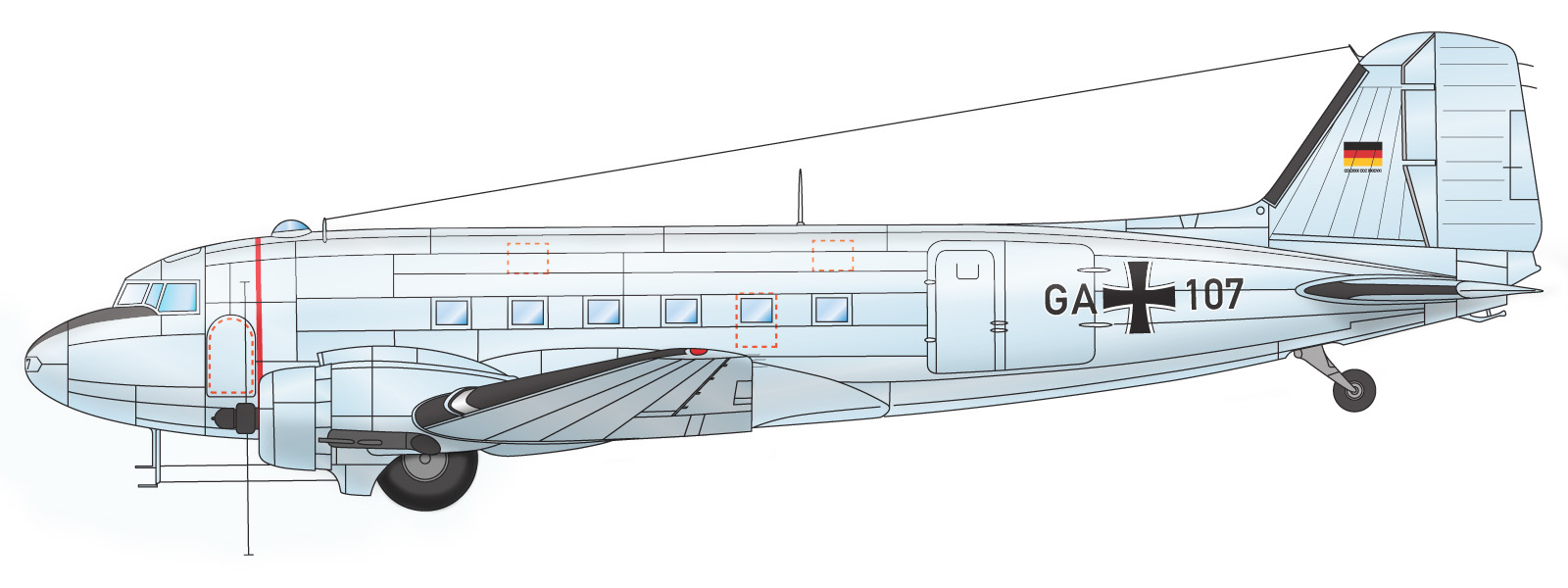
西德空軍C-47B的機身塗裝

基本信息
- 机组：3 人
- 容量：28 人

性能

## 相關
- 1962美國通用軍機識別碼
- 美齡號

相关开发
- 道格拉斯DC-3

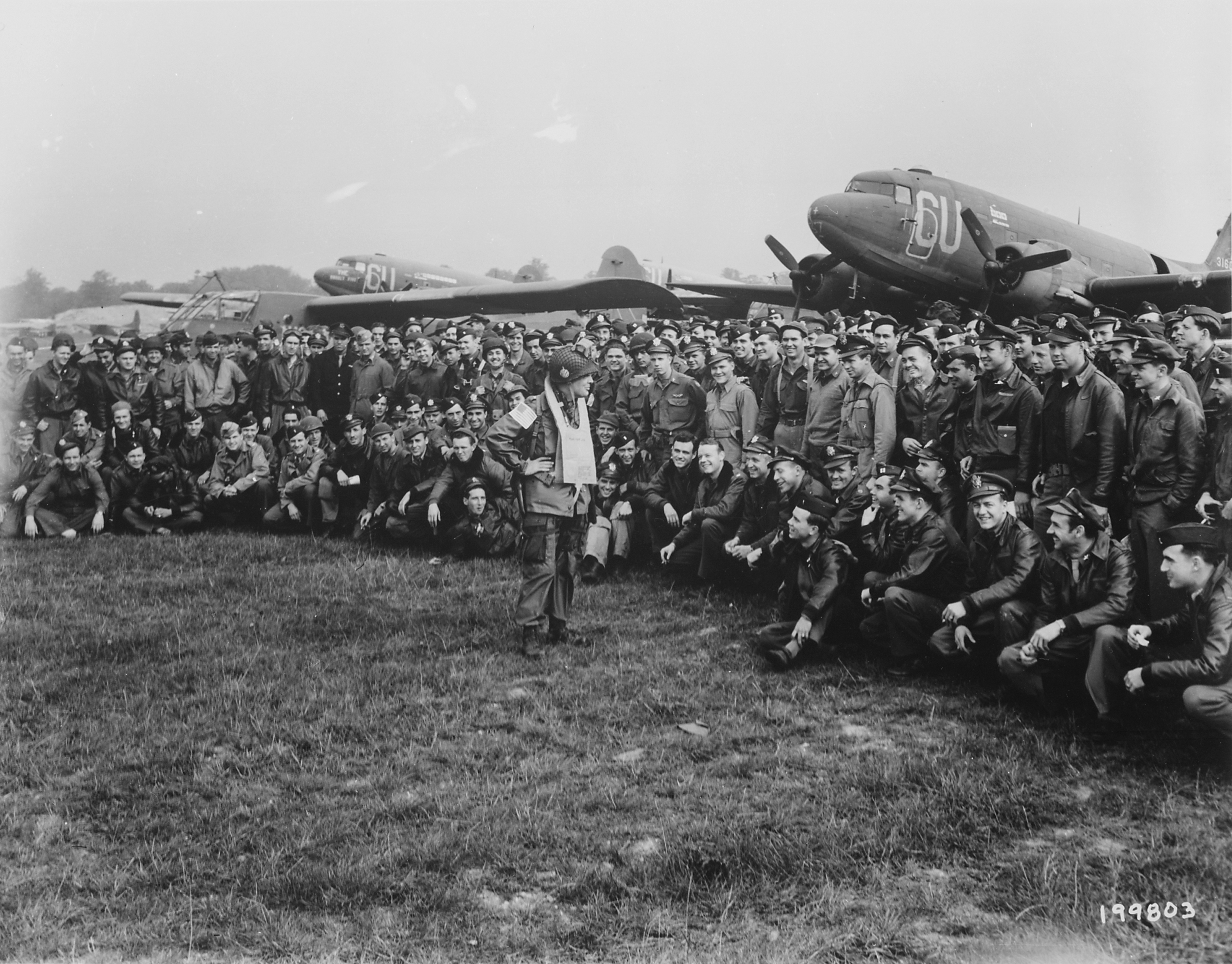
一群美軍飛行員及身後的C-47，D日前1天，1944年

- 零式運輸機 （1938 年三井以 9 万美元的代价获得了 DC-3 的生产许可证。三井联合中岛公司的协作厂—昭和飞机厂建立生产线。1942年3月开始交付零式运输机，昭和共生产了 416 架）
- AC-47
- Li-2（蘇聯仿制的C-47）
- “革新”型运输机：中华人民共和国建立后，美制R-1830型发动机寿命耗尽。1954年5月，民航局把C-47型飞机试装2台苏联生产、性能相近的АШ-62ИΡ星形发动机、配套螺旋桨、发动机挂架、减振系，改装成功后命名为革新型飞机。累计10架C-47飞机改装，由民航上海管理处飞行中队执飞。1958年8月20日，革新型106号飞机执飞北京-济南-南京-上海航班，在南京正北60km的来安县坠毁，机组4人、乘客9人全部遇难。

类似型号
- C-46